# テイラー・リンジー
テイラー・トーマス・リンジー（Taylor Thomas Lindsey, 1991年12月2日 - ）は、アメリカ合衆国・アリゾナ州マリコパ郡スコッツデール出身のプロ野球選手（内野手）。右投左打。MLB・サンディエゴ・パドレス傘下所属。

## 経歴

### プロ入りとエンゼルス傘下時代
2010年のMLBドラフトでロサンゼルス・エンゼルス・オブ・アナハイムから1巡目（全体37位）指名され、6月22日に契約。契約後は遊撃手から二塁手へ転向し、傘下のルーキー級アリゾナリーグ・エンゼルスでプロデビュー。45試合に出場し、打率.284・18打点・8盗塁だった。
2011年はルーキー級オレム・オウルズで63試合に出場し、打率.362・9本塁打・46打点・10盗塁だった。8月28日にパイオニアリーグのMVPに選出され、ポストシーズン・オールスターチームにも選出された。オフにはエンゼルス傘下所属のオールスターチームや、ベースボール・アメリカが選ぶルーキー級オールスターチームに二塁手として選出され、ファン投票によるMiLBYアワードも受賞した。
2012年はA+級インランドエンパイア・シックスティシクサーズで134試合に出場し、打率.289・9本塁打・58打点・8盗塁だった。オフにカリフォルニアリーグのポストシーズン・オールスターチームに二塁手として選出された。
2013年はAA級アーカンソー・トラベラーズで134試合に出場し、打率.274・17本塁打・56打点・4盗塁だった。6月にテキサスリーグのオールスターに選出され、オフにはポストシーズン・オールスターチームに二塁手として選出された。
2014年はAAA級ソルトレイク・ビーズで75試合に出場し、打率.247・8本塁打・30打点・7盗塁だった。

### パドレス傘下時代
2014年7月19日にヒューストン・ストリート、トレバー・ゴットとのトレードで、ホセ・ロンドン、R.J.アルバレス、エリオット・モリスと共にサンディエゴ・パドレスへ移籍した。移籍後は傘下のAAA級エル・パソ・チワワズで41試合に出場し、打率.219・2本塁打・17打点だった。オフの11月20日にパドレスとメジャー契約を結び、40人枠入りした。
2015年8月11日にDFAとなった。